# Fontem
Fontem är en ort i Kamerun.   Den ligger i regionen Sydvästra regionen, i den västra delen av landet, 250 km nordväst om huvudstaden Yaoundé. Fontem ligger 902 meter över havet och antalet invånare är 42 689.
Terrängen runt Fontem är varierad. Trakten runt Fontem är tätbefolkad, med 397 invånare per kvadratkilometer. Närmaste större samhälle är Dschang, 19,1 km öster om Fontem. I omgivningarna runt Fontem växer i huvudsak städsegrön lövskog.